# Olapa vecontia
Olapa vecontia är en fjärilsart som beskrevs av Druce 1899. Olapa vecontia ingår i släktet Olapa och familjen tofsspinnare. Inga underarter finns listade i Catalogue of Life.